# Schlichtungsstelle der Rechtsanwaltschaft
Die Schlichtungsstelle der Rechtsanwaltschaft ist eine Verbraucherschlichtungsstelle im Sinne des Verbraucherstreitbeilegungsgesetzes (VSBG).  Sie existiert seit 2011 und vermittelt in einem schriftlichen Verfahren bei vermögensrechtlichen Streitigkeiten zwischen Rechtsanwälten und ihren (ehemaligen) Mandanten. Erfasst werden Streitigkeiten um Gebühren und um Schadensersatz wegen einer möglichen anwaltlichen Pflichtverletzung.
Die Schlichtungsstelle der Rechtsanwaltschaft hat ihren Sitz in Berlin, ist aber für Streitigkeiten zwischen Rechtsanwälten und ihren (ehemaligen) Mandanten aus dem gesamten Bundesgebiet zuständig.
Seit 2021 ist die Schlichtungsstelle der Rechtsanwaltsschaft auch über De-Mail oder EGVP erreichbar: Per EGVP-Bürgerclient über DE.BRAK.21f06870-8398-42d3-b812-febefb047d8d.fb9c oder per De-Mail über DE.BRAK.21f06870-8398-42d3-b812-febefb047d8d.fb9c@egvp.de-mail.de.

## Schlichtungsverfahren
Das Schlichtungsverfahren ist für die Beteiligten kostenlos und freiwillig. Die Unabhängigkeit der Schlichtungsstelle der Rechtsanwaltschaft ist gesetzlich festgeschrieben.  Diese wird außerdem dadurch erreicht, dass als Schlichter besonders qualifizierte und unabhängige Juristen bestellt werden, die nicht der Rechtsanwaltschaft angehören dürfen. Erste Schlichterin wurde im Jahr 2011 Renate Jaeger (vormalige Richterin des Bundesverfassungsgerichts und Richterin am Europäischen Gerichtshof für Menschenrechte). Im Jahr 2015 folgte Frau Monika Nöhre (vormalige Präsidentin des Kammergerichts Berlin) als Schlichterin. Von 2019 bis 2020 war Reinhard Gaier (ehemals Richter des Bundesverfassungsgerichts) Schlichter. Von 2021 bis 2022 folgte Frau Elisabeth Mette (vormalige Präsidentin des Bayerischen Landessozialgerichts und Richterin am Bayerischen Verfassungsgerichtshof). als Schlichterin der Schlichtungsstelle. Von Oktober 2022 bis 2024 war Frau Uta Fölster (ehemals Präsidentin des Schleswig-Holsteinischen Oberlandesgericht) Schlichterin der Schlichtungsstelle der Rechtsanwaltschaft. Seit dem 1. Mai 2025 ist Bertram Schmitt (vormaliger Richter am Bundesgerichtshof und Richter am Internationalen Strafgerichtshof) Schlichter der Schlichtungsstelle der Rechtsanwaltschaft.
Einen Schlichtungsantrag können sowohl die (ehemaligen) Mandanten, als auch die Rechtsanwälte stellen. Dieser kann formlos per Post, Fax oder E-Mail bei der Schlichtungsstelle eingereicht werden.  Auf der Seite der Mandanten können sich aber nicht nur Verbraucher an die Schlichtungsstelle der Rechtsanwaltschaft wenden.  Es werden auch Anträge von Unternehmen, Behörden, Banken bearbeitet, die als (ehemalige) Mandanten mit ihren (vormaligen) Rechtsanwälten um Gebühren oder Schadensersatz streiten.
Zunächst prüft die Schlichtungsstelle die Voraussetzungen für die Durchführung eines Schlichtungsverfahrens. Diese bestehen u. a. darin, dass der Antragsteller seine Forderung bereits erfolglos beim Antragsgegner geltend gemacht hat (z. B. der Mandant hat seinen Rechtsanwalt um Reduzierung der Gebühren oder um Zahlung von Schadensersatz ersucht, dieser hat das aber abgelehnt).  Weitere Voraussetzungen sind z. B., dass im Zeitpunkt der Antragstellung über den streitigen Anspruch kein gerichtliches Verfahren rechtshängig ist, kein Gericht darüber entschieden hat und kein berufsrechtliches Verfahren bei einer örtlichen Rechtsanwaltskammer gegen den Rechtsanwalt durchgeführt wird. Bereits beendete berufsrechtliche Verfahren stellen keinen Ausschlussgrund für das Schlichtungsverfahren dar.
Nachdem die Schlichtungsstelle die Voraussetzungen des Verfahrens geprüft und bejaht hat, hört sie die Beteiligten zum streitigen Sachverhalt an. Hatten alle Beteiligten die Gelegenheit, sich zum Sachverhalt und zu den Ausführungen der jeweils anderen Partei zu äußern (Grundsatz des rechtlichen Gehörs), nimmt die Schlichtungsstelle eine umfassende rechtliche Prüfung des ihr von den Beteiligten mitgeteilten Sachverhalts vor. Auf der Grundlage dieser rechtlichen Würdigung wird den Parteien ein Schlichtungsvorschlag unterbreitet.  Der Schlichtungsvorschlag beinhaltet neben dem eigentlichen Vorschlag zur Schlichtung des Streits eine Zusammenfassung des maßgeblichen Sachverhalts und dessen rechtliche Würdigung. Auf diese Weise können die Parteien die Gründe für den Schlichtungsvorschlag nachvollziehen.
Inhaltlich sind 3 Entscheidungsvarianten – je nach Lage des Falls – vorstellbar:
- Der Schlichtungsvorschlag fällt zugunsten des Mandanten aus.
- Der Schlichtungsvorschlag fällt zugunsten des Rechtsanwalts aus.
- Der Schlichtungsvorschlag empfiehlt ein gegenseitiges Nachgeben von Mandant und Rechtsanwalt.

In der Praxis schlägt die Schlichtungsstelle überwiegend ein gegenseitiges Nachgeben von Mandant und Rechtsanwalt vor, das etwa zwei Drittel der unterbreiteten Vorschläge ausmacht.
Den Schlichtungsvorschlag können die Beteiligten innerhalb einer gesetzten Frist annehmen bzw. ablehnen. Nehmen die Parteien den Vorschlag an, ist die Streitigkeit beendet und die Beteiligten haben einen verbindlichen Vergleich geschlossen.  Lehnt ein Beteiligter den Schlichtungsvorschlag ab, stellt die Schlichtungsstelle eine Bescheinigung über den erfolglosen Einigungsversuch nach § 15a Abs. 3 S. 3 EGZPO aus. Es steht den Parteien dann frei, zur Durchsetzung ihrer Forderungen den Rechtsweg zu den Gerichten zu beschreiten.